# Liga Española de Baloncesto 1979-1980
La Liga Española de Baloncesto 1979-1980 è stata la 24ª edizione del massimo campionato spagnolo di pallacanestro maschile. La vittoria finale è stata ad appannaggio del Real Madrid.

## Risultati

### Stagione regolare
|     | Squadra              | G  | V  | N | P  | PF    | PS    | P.ti | Qualificazione                   |
| --- | -------------------- | -- | -- | - | -- | ----- | ----- | ---- | -------------------------------- |
| 1.  | Real Madrid          | 22 | 20 | 0 | 2  | 2.440 | 1.954 | 40   |                                  |
| 2.  | Barcellona           | 22 | 19 | 0 | 3  | 2.303 | 1.923 | 38   |                                  |
| 3.  | Juventud Badalona    | 22 | 15 | 0 | 7  | 2.022 | 1.911 | 30   |                                  |
| 4.  | Cotonificio Badalona | 22 | 13 | 1 | 8  | 2.037 | 1.896 | 27   |                                  |
| 5.  | Areslux Granollers   | 22 | 9  | 3 | 10 | 1.962 | 2.037 | 21   |                                  |
| 6.  | Manresa EB           | 22 | 10 | 0 | 12 | 1.955 | 1.993 | 20   |                                  |
| 7.  | Tempus               | 22 | 8  | 3 | 11 | 2.152 | 2.203 | 19   |                                  |
| 8.  | Estudiantes          | 22 | 9  | 1 | 12 | 1.864 | 1.980 | 19   |                                  |
| 9.  | Miñón Valladolid     | 22 | 9  | 1 | 12 | 2.129 | 2.263 | 19   |                                  |
| 10. | CN Helios            | 22 | 6  | 3 | 13 | 2.030 | 2.157 | 15   |                                  |
| 11. | CD Basconia          | 22 | 5  | 2 | 15 | 1.839 | 2.031 | 12   |                                  |
| 12. | Mollet               | 22 | 1  | 2 | 19 | 1.871 | 2.256 | 4    | retrocesso in Primera División B |

| Liga Española de Baloncesto 1979-1980 |
| ------------------------------------- |
| Real Madrid 21º titolo                |

## Formazione vincitrice
| N° | Naz.                   | Ruolo | Sportivo                    |  | Alt. |  |
| -- | ---------------------- | ----- | --------------------------- |  | ---- |  |
| 4  | Spagna (bandiera)      | AP    | Wayne Brabender             |  | 193  |  |
| 5  | Spagna (bandiera)      | AP    | José Antonio Querejeta      |  | 200  |  |
| 6  | Spagna (bandiera)      | C     | Fernando Romay              |  | 213  |  |
| 7  | Spagna (bandiera)      | P     | José Luis Llorente          |  | 182  |  |
| 8  | Spagna (bandiera)      | P     | Federico Ramiro             |  | 186  |  |
| 9  | Spagna (bandiera)      | AP    | Luis María Prada            |  | 194  |  |
| 10 | Stati Uniti (bandiera) | AP    | Walt Szczerbiak             |  | 198  |  |
| 11 | Spagna (bandiera)      | P     | Juan Antonio Corbalán       |  | 184  |  |
| 12 | Spagna (bandiera)      | C     | Rafael Rullán               |  | 207  |  |
| 13 | Stati Uniti (bandiera) | C     | Randy Meister               |  | 205  |  |
| 14 | Spagna (bandiera)      | AG    | Juan Manuel López Iturriaga |  | 194  |  |
| 15 | Spagna (bandiera)      | A     | José Manuel Beirán          |  | 196  |  |
|    | Spagna (bandiera)      | All.  | Lolo Sainz                  |  |      |  |